# 泰西 (马恩省)
泰西（法語：Taissy，法語發音：[tɛsi]）是法国马恩省的一个市镇，位于该省北部偏西，属于兰斯区。

## 地理
泰西（49°12'53"N, 4°5'41"E）面积11.53 平方千米，位于法国大東部大區马恩省，该省份为法国东北部内陆省份，北起阿登省，西北接埃纳省，西南接塞纳-马恩省，南至奥布省，东南接上马恩省，东临默兹省。
与泰西接壤的市镇（或旧市镇、城区）包括：圣莱奥纳尔、科尔蒙特勒伊、吕德、蒙布雷、皮雪、兰斯、里伊拉蒙塔涅、特鲁瓦皮。

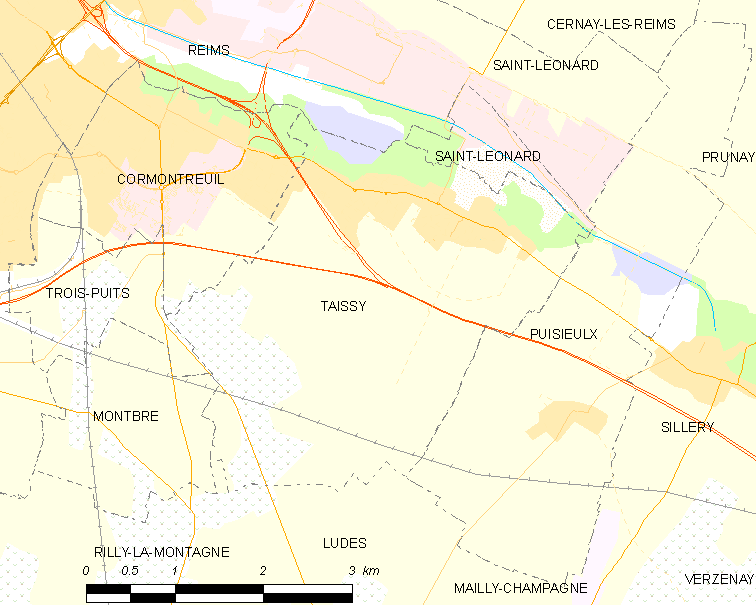
的OSM定位图

泰西的时区为UTC+01:00、UTC+02:00（夏令时）。

## 行政
泰西的邮政编码为51500，INSEE市镇编码为51562。

## 政治
泰西所属的省级选区为兰斯第八县。

## 人口

1962-2008年间人口变化图示

泰西于2022年1月1日时的人口数量为2202人。